# Туркменские железные дороги
Агентство «Туркмендемирёллары» (туркм. «Türkmendemirýollary» agentligi ; рус. Туркменские железные дороги) — орган исполнительной власти, осуществляющий функции по оказанию государственных услуг, управлению государственным имуществом, а также правоприменительные функции в сфере железнодорожного транспорта Туркменистана. «Туркмендемирёллары» является подчинённым Министерства промышленности и коммуникации Туркменистана.

## История
3 марта 1992 года Президент Туркменистана Сапармурад Ниязов утвердил Положение «О Туркменской железной дороге», в соответствии с которым Туркменская железная дорога была определена юридическим лицом — единым производственно-хозяйственным комплексом, действующим на принципах полного хозяйственного расчёта и самофинансирования, сочетая экономические методы управления с централизованным руководством перевозочным процессом.
28 июня 1993 года постановлением Президента Туркменистана Сапармурада Ниязов в целях совершенствования структуры управления железнодорожным комплексом Туркменистана, обеспечения вхождения его в международную систему железных дорог, координации деятельности предприятий, организаций и объединений, участвующих в перевозочном процессе, открытия новых железнодорожных линий на базе Туркменской железной дороги была образована Государственная железная дорога Туркменистана.
4 февраля 1997 года Государственная железная дорога Туркменистана переименована в Управление «Туркмендемирёллары».
12 сентября 2003 года Управление «Туркмендемирёллары» упразднено, и в качестве его правопреемника создано Министерство железнодорожного транспорта Туркменистана.  Министерство железнодорожного транспорта Туркменистана  (туркм. Türkmenistanyň Demir ýol ulaglary ministrligi) — бывшее министерство, осуществлявшее управление в области железнодорожного транспорта, владелец инфраструктуры общего пользования, подвижного состава и единственный оператор туркменской сети железных дорог. Было создано на базе упразднённого управления «Туркмендемирёллары» в 2003 году.
29 июня 2019 года министерство железнодорожного транспорта Туркменистана было переименовано в Агентство «Туркмендемирёллары» (в переводе на русский «Туркменские железные дороги») и передано в ведение Министерства промышленности и коммуникации Туркменистана.

## Здание
Штаб-квартира Агентства «Туркмендемирёллары» находится в Ашхабаде, современное здание расположено по проспекту Арчабиль шаёлы, открыто в октябре 2013 года.

## Министры
| No | Имя                                   | Назначен                                  | Уволен     | Причина увольнения                     |
| 1  | Ахмедов, Хан                          | 1991                                      | 26.06.1992 | переход на другую работу               |
| 2  | Халыков, Худайкули                    | 26.06.1992                                | 02.08.1996 | переход на другую работу               |
| 3  | Кутлиев, Меред                        | 02.08.1996                                | 02.03.1999 | за серьёзные недостатки в работе       |
| 4  | Агаджанов, Атдабег                    | 02.03.1999                                | 16.01.2001 | за серьёзные недостатки в работе       |
| 5  | Бердыев, Халмурад                     | 16.01.2001                                | 14.06.2001 | погиб                                  |
| 6  | Сарджаев, Батыр Курбанович            | 26.06.2001                                | 29.07.2002 | за недостатки в работе, арест          |
| 7  | Реджепов, Бердымурад Реджепович       | 29.07.2002                                | 12.09.2003 | переход на другую работу               |
| 8  | Худайбердыев, Оразберды               | 12.09.2003                                | 21.05.2007 | за серьёзные недостатки в работе       |
| 9  | Мухаммедкулиев, Дерякули Аширкулиевич | 21.05.2007                                | 10.07.2009 | за серьёзные недостатки в работе       |
| 10 | Сейиткулиев, Розымурад                | 16.01.2010                                | 22.02.2012 | переход на другую работу               |
| 11 | Аннамередов, Байрам Курбандурдыевич   | 22.02.2012                                | 13.01.2017 | переход на другую работу               |
| 12 | Бяшимов, Дерьягулы Мяминович          | 14.01.2017 (ВрИО, с 27.02.2017 — министр) | 08.12.2017 | за серьёзные недостатки в работе       |
| 13 | Атамырадов, Азат Силапович            | 08.12.2017 (ВрИО, с 27.01.2018 — министр) | 29.01.2019 | министерство преобразовано в агентство |